# Supermarché Parkway Mall
 (janvier 2025).
Le supermarché Parkway Mall (en anglais : Parkway Mall Supermarket) est un supermarché construit en 1958 faisant partie de Parkway Mall (en) dans le secteur de Scarborough de Toronto. Construit selon les plans des architectes Bregman and Hamarn (en), il est caractérisé par son toit parabolique. Il a été désigné comme bien patrimonial par la ville de Toronto en 2015, le premier bâtiment commercial post-Seconde Guerre mondiale à avoir une telle reconnaissance.

## Histoire
Le supermarché Parkway Mall est associé au développement de Scarborough après la Seconde Guerre mondiale, l'une des communautés avec la plus forte croissance démographique de cette période. Le centre commercial est situé à l'endroit de Maryvale Farm, le domaine du sénateur Frank Patrick O'Connor (en). Pour desservir ses nouveaux développement, Cadillac Development Corporation fait bâtir un centre commercial selon les plans de Bregman and Hamarn (en). Ce premier contrat pour la jeune firme d'architecte sera le premier d'une longue relation avec Cadillac, qui deviendra Cadillac Fairview en 1974. Le centre commercial a ouvert en septembre 1958. Le supermarché, a été à l'origine sous la bannière de Grand Union (en). Le supermarché a passé l'année suivant sous la bannière Steinberg quand Grand Union a quitté le marché canadien. Il est plus tard passé successivement sous les bannières Miracle Food Mart (en), Dominion (en) et finalement Metro.
Le supermarché a été inscrit à l'inventaire de la ville en 2009. Le 7 mai 2015, la ville de Toronto désigne le supermarché comme bien patrimonial.

## Architecture

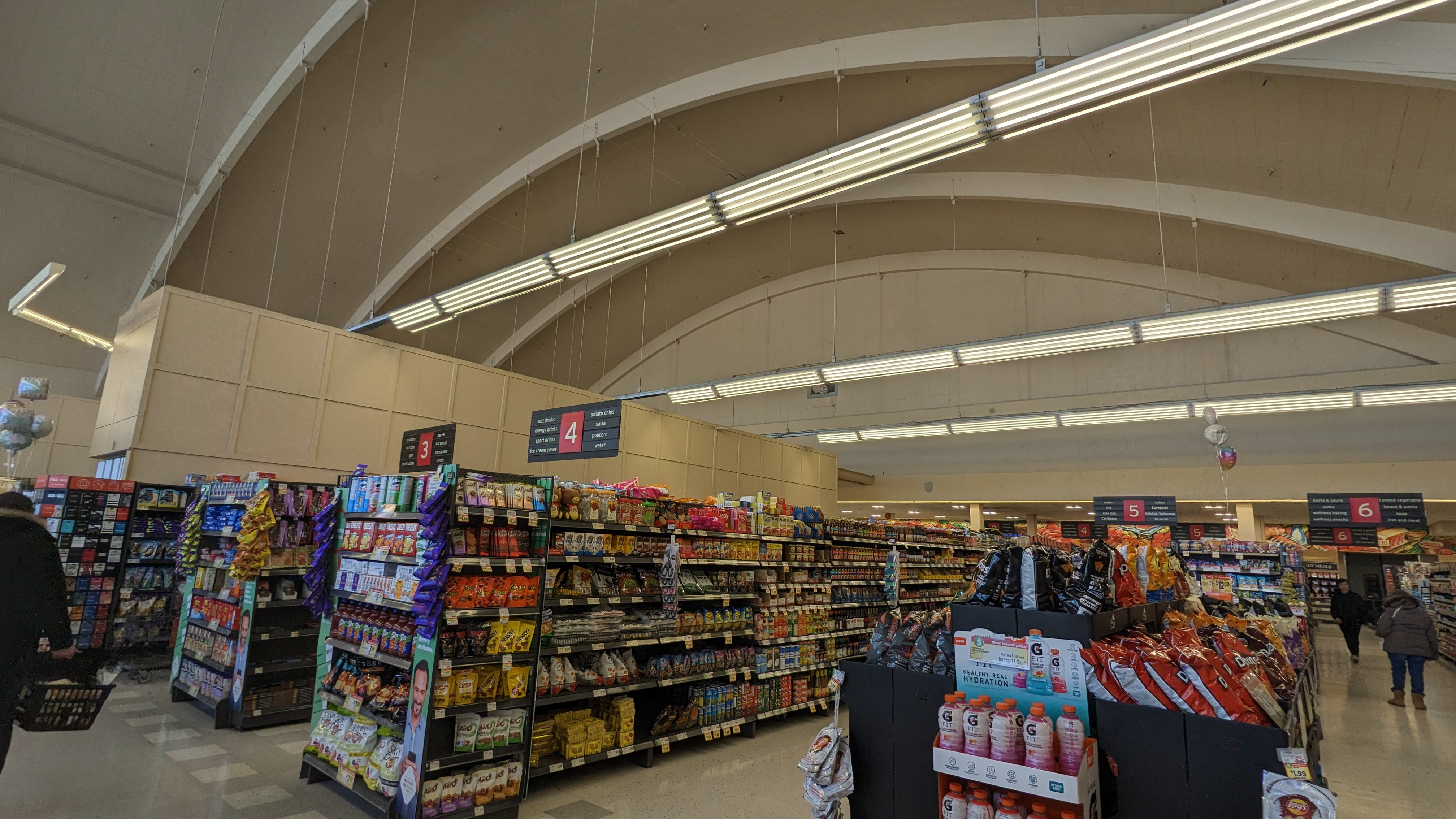
Intérieur du supermarché

Le supermarché Parkway Mall est l'un des premiers contrats de Bregman and Hamarn, firme d'architecte qui sera connue pour ses nombreux « premier » à Toronto. La majorité du centre commercial est assez typique des centres commerciaux de cette époque, sa plus grosse distinction étant le supermarché avec son toit parabolique en bois et sa façade vitrée. Le toit lui même est l'un plus grand au Canada lors de la construction.
À partir des années 1970, l'agrandissement du centre commercial a grandement modifié son aspect d'origine, le bâtiment du disquaire circulaire a été démoli, le centre commercial a été agrandi sur le stationnement et les commerces qui faisaient pour la plupart face au stationnement ont été réorientés vers le mail à l'intérieur. Ces agrandissements ont diminué la présence du supermarché, à l'origine dominant. Les poutres en bois ont été avec le temps recouvertes de béton.